# ¿Qué hacer?
¿Qué hacer? Preguntas candentes de nuestro movimiento es un panfleto político, escrito por Vladímir Lenin entre finales de 1901 y principios de 1902 y publicado en febrero de ese año. En él, Lenin presenta propuestas concretas sobre la organización y la estrategia que debe seguir un partido revolucionario. Se trata de un desarrollo de los conceptos organizativos del partido revolucionario, ya expuestos en la revista Iskra, particularmente en el artículo «¿Por dónde empezar?», de mayo de 1901.
El título se inspira en la novela homónima de Nikolái Chernyshevski, escrita en 1862, de enorme influencia en los revolucionarios rusos de la época.
En el texto Lenin argumenta que la clase trabajadora no tomará conciencia política de manera espontánea solo por luchar batallas económicas (salarios, horarios, etc.). Para que la clase trabajadora se instruya en el marxismo argumenta que los marxistas deben formar un partido político, o una vanguardia, de revolucionarios para poder difundir los ideales políticos del marxismo. El panfleto, por así decirlo, predijo la separación del Partido Obrero Socialdemócrata de Rusia entre bolcheviques y mencheviques.

## Contenido
Lenin recuerda una de las bases de la estrategia revolucionaria marxista: el estudio teórico. A continuación expone sus divergencias con los economicistas (representados por los periódicos Rabóchaya Mysl y Rabócheye Delo), una corriente política que reduce la acción política de los proletarios a la lucha económica, es decir, las reivindicaciones salariales y de las condiciones de trabajo. Así, la revolución se posterga a un plazo muy largo. Para Lenin, por el contrario, hace falta luchar de manera organizada para derrocar a la burguesía.
Lenin critica también las posiciones de los terroristas surgidos de la tradición de Tierra y Libertad, que veían en la acción violenta puntual una táctica de excitación de las masas. Para Lenin, la estrategia revolucionaria debe ser un trabajo largo y paciente de organización.
Según Lenin, los economicistas y los terroristas tienen en común que apuestan por la espontaneidad de las masas, lo que les convierte en unos oportunistas ya que renuncian a la difusión en masa de una conciencia política de clase.
Por tanto, Lenin critica el trabajo «artesanal» de los revolucionarios de la época, y también la dispersión de los grupos obreros, poco eficaz para resistir a la represión zarista y para realizar un trabajo perenne y coherente. La prensa revolucionaria, por ejemplo, es incapaz de ser distribuida de manera regular a lo largo de periodos largos de tiempo.
Los principios organizativos de Lenin consisten, pues, en la creación de un partido revolucionario centralizado, constituido de «revolucionarios de profesión» en torno a un periódico de alto nivel considerado como un organizador colectivo.
¿Qué hacer?, una de las obras clave de Lenin, precipitó en parte la división del Partido Obrero Socialdemócrata de Rusia (POSDR) al que pertenecía entre bolcheviques y mencheviques. Los bolcheviques pasaron a ser el partido revolucionario, mientras que los mencheviques tomaron un camino más moderado a un gobierno liberal que, esperaban, podría conducir a una revolución socialista.

## Interpretación de Lars T. Lih
Algunos expertos en el pensamiento de Lenin han indagado en el porqué de la complejidad de este libro. El politólogo británico Lars T. Lih afirma que el libro del líder bolchevique ha sido malinterpretado debido a errores de traducción respecto de la versión original en ruso. Lih menciona también que

"incluso si examinamos los pasajes controvertidos en ¿Qué hacer?, se entienden mal si no se están atento a los significados de las palabras empleadas. Algunos de ellos han sido traducidos con el objetivo de confundir o incluso de atraer a los lectores a lo contrario de los verdaderos puntos de vista de Lenin".

Varias páginas de su libro se dedican a la aclaración de cuál deberían ser, según él, las traducciones correctas de las palabras de Lenin.
Se nos indica que la interpretación más común de académicos que estudian a Lenin es que él temía el desarrollo espontáneo del movimiento obrero puesto que esto podría acarrear ideas reaccionarias y provocar divergencias en el movimiento que provocarían la eventual llegada de agentes ajenos a la clase trabajadora. Es por esto que propone la elaboración de un partido vanguardista que promueva la democracia.

La interpretación de Lars indica que se malinterpreta el uso de conceptos como la espontaneidad o la divergencia. La visión académica indica que los trabajadores por sí solos no desarrollarían el socialismo y que solo intelectuales podrían darles la conciencia socialista. Además de rechazar completamente la interpretación académica, aboga que solo quienes creen que la interpretación académica es la correcta siguen la corriente del marxismo-leninismo. Así, Lih difiere y dice que 
"La perspectiva de Lenin no era preocupación por los trabajadores, era alegría por los trabajadores. Las formulaciones sobre la espontaneidad no son el corazón de ¿Qué hacer? sino una simple polémica… [...] ¿Qué hacer? no fue una respuesta a una crisis, pero una respuesta ante una oportunidad. [...] ¿Qué hacer? no abogó por el hipercentralismo o un partido conspirador de élite restringido a revolucionarios profesionales de la intelectualidad".